# Peña Fuerte
Peña Fuerte är en ort i Mexiko.   Den ligger i kommunen Chilón och delstaten Chiapas, i den sydöstra delen av landet, 800 km öster om huvudstaden Mexico City. Peña Fuerte ligger 1 144 meter över havet och antalet invånare är 232.
Terrängen runt Peña Fuerte är huvudsakligen kuperad, men västerut är den bergig. Terrängen runt Peña Fuerte sluttar västerut. Runt Peña Fuerte är det glesbefolkat, med 16 invånare per kvadratkilometer. Närmaste större samhälle är Pantelhó, 18,6 km väster om Peña Fuerte. I omgivningarna runt Peña Fuerte växer i huvudsak städsegrön lövskog.